# كولن هيوز
كولن هيوز (بالإنجليزية: Colin Hughes)‏ هو عالم سياسة ومحام بالقضاء العالي أسترالي وبريطاني، ولد في 4 مايو 1930 في باهاماس، وتوفي في 30 يونيو 2017 في Peregian Springs, Queensland ‏ في أستراليا.